# Мода (статистика)
 Вижте също: Мода.
Мода в математическата статистика е точка, в която плътността на разпределението на непрекъсната случайна величина, или съответно единичната вероятност на дискретна случайна величина достига максимум.
С други думи, модата приема числовата стойност на онова значение на признака, което се наблюдава с най-голяма честота (при най-много единици от изучаваната съвкупност).
Модата е неалгебрична средна величина и още може да се срещне като средна на гъстота или средна по честота.
В зависимост от модата, разпределенията биват едномодални (унимодални) или многомодални. Унимодално е известното нормално разпределение, което има форма на камбана. Разпределенията с две отчетливо наблюдаеми моди, били те равни или не, се наричат двумодални (бимодални).
Модата, заедно с математическото очакване и медианата, характеризира формата и разположението на разпределението.